# Corema album
Corema album, la caramiña (en Galicia) o camarina (en Andalucía), es una especie fanerógama, un subarbusto adscrito tradicionalmente a la familia de las empetráceas, incluida hoy en día en la de las ericáceas, distribuida por la costa atlántica ibérica de Galicia a Cádiz.

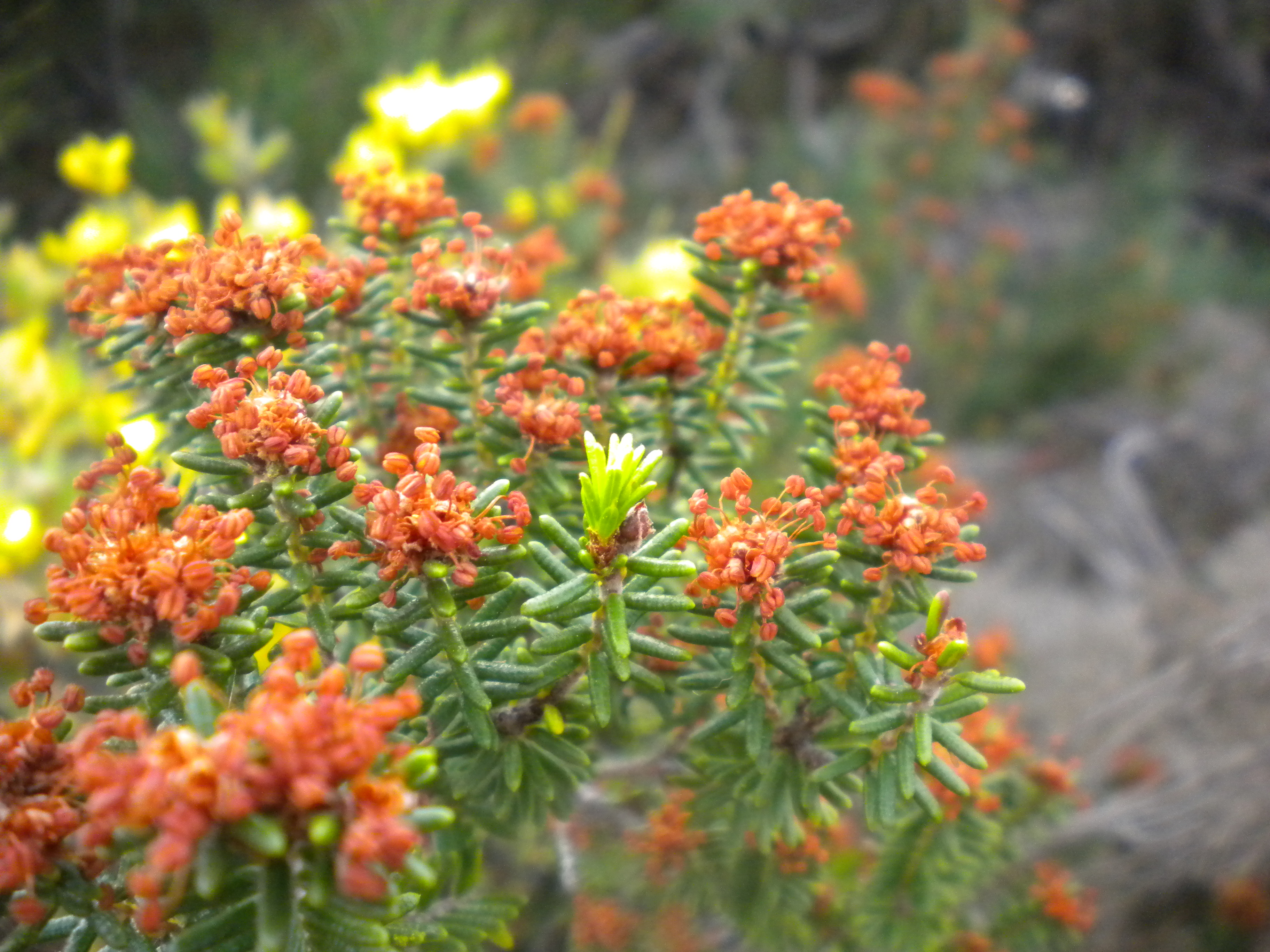
Flores y estambres.

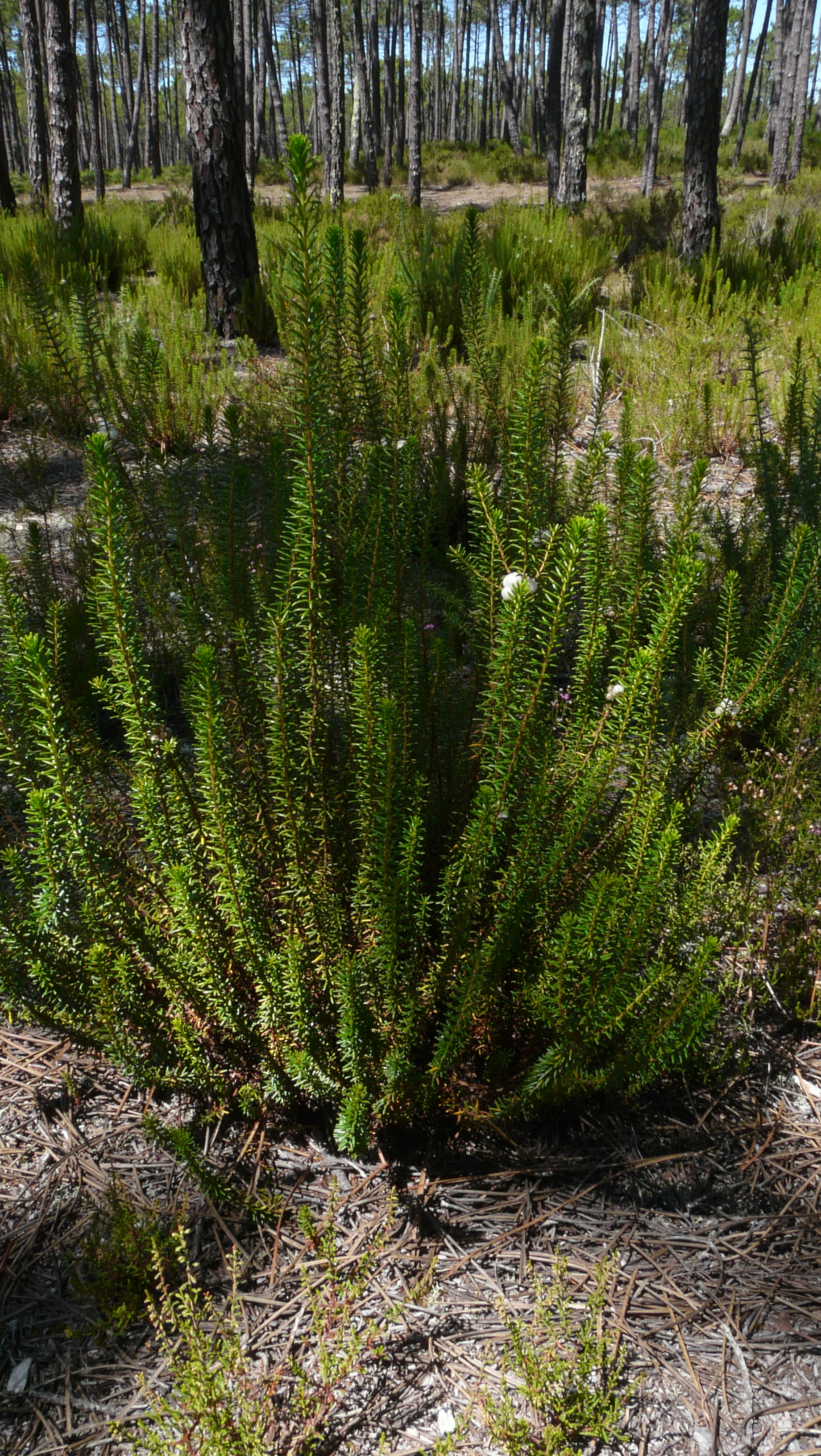
Vista general de la planta.

## Descripción
Es especie dioica y zoocora, planta perenne que puede llegar a alcanzar hasta 1 m de altura, pero habitualmente no se yergue tanto; en Aquitania suele tener un porte de 30 a 70 cm. 
Las hojas son de color verde oscuro, como agujas de unos 6 a 10 mm. Se disponen de modo verticilado. Las más jóvenes son glandulosas, y las más viejas, lisas y de un color verde brillante. Las ramas despiden un olor parecido al de la miel.
Las flores, sea la planta masculina o femenina, son rojas, y se agrupan en cabezas terminales. En Portugal florece entre marzo y mayo. En Galicia, normalmente comienza a finales de marzo, y puede llegar hasta finales de abril.
Los frutos son pequeñas bayas o drupas parecidas a las grosellas, de sabor acidulado y de unos 6 a 8 mm de diámetro. 
En Portugal y en Aquitania suelen ser blancas; en Galicia pueden tener un ligero color rosado, y entonces recuerdan más aún a las grosellas. 
En Portugal salen entre julio y septiembre. En Galicia, normalmente a mediados de abril (en algunos ejemplares, a mediados de marzo) y pueden durar hasta mediados de septiembre (en algunos ejemplares, hasta final de mes).

## Distribución
Es una planta endémica de la costa atlántica ibérica, de Cádiz (su extremo sur es el Cabo Camarinal junto a la Playa de Bolonia) a Galicia, y se puede encontrar una subespecie de ella (Corema album azorica o C. a. azoricum) en las Islas Azores, en concreto en la Isla de São Miguel, en la Isla Graciosa, en la Isla de São Jorge, en la Isla del Pico y en la Isla de Faial. Además está naturalizada en Aquitania, donde sin embargo es poco común.

## Hábitat y estado actual en Galicia
Crece en las dunas fijas o semifijas de la playa, o como parte del sotobosque del dunar plantado de pinos, o incluso en pinares algo alejados de la orilla, pues es una planta capaz de regular su contenido de agua mediante el control de la transpiración.
En el pasado, ocupaba casi todo el litoral gallego. Hoy en día, las principales poblaciones gallegas están en los arenales de las Islas Cíes, en los de la playa de Trece y en los de las estribaciones del Cabo Vilán (municipio de Camariñas). Igual que este último, muchos otros topónimos, como "Puebla del Caramiñal", indican la abundancia de la planta en el pasado de Galicia. El límite Norte de su distribución mundial está en la Praia do Rodo de Pantín (Valdoviño, La Coruña), con algunos pies cercanos al Cabo Prior, en los campos de As Cabazas en Covas (Ferrol, La Coruña).
Su regresión en el litoral gallego se debió a las manipulaciones de los dunares, al empleo de las plantas para hacer escobas y al exceso de recolecta de las bayas, que, al ser refrescantes, eran empleadas por los marinos para calmar la sed.
Hoy en día, los principales riesgos para la conservación de esta especie en el litoral gallego son la sobreexplotación de su hábitat natural y la invasión de organismos vegetales como acacias y la surafricana uña de león (Carpobrotus edulis), que se emplea en jardinería para cubrir taludes. 
En el ámbito internacional, está catalogada por la Unión Mundial para la Conservación entre las especies en peligro crítico de extinción.

## Usos
Además de emplearse la planta para hacer escobas y usar la drupa los marinos para calmar la sed, también se ha aprovechado la camariña de estas maneras:
Las bayas, que también se llaman camariñas, se recogen (en Aquitania, hacia el 15 de agosto) para comerlas frescas y para hacer jaleas y aguardiente. Uno de los manjares típicos de Figueira da Foz consiste en una jalea de camariñas con azúcar y zumo de limón.
También se usa como planta ornamental, pero se encuentra sobre todo en estado silvestre.
A las bayas se le han atribuido siempre propiedades febrífugas, y durante la dominación romana fueron muy apreciadas por este motivo.

## La leyenda de las caramiñas
El rey Dionisio I de Portugal, que gustaba mucho de la cultura y de las artes, era un gran amante de la hermosura, no en vano también era trovador, y por eso mismo y para eso mismo también era mujeriego. 
Cuenta la leyenda que, sabiendo su esposa, Isabel de Portugal, que había acudido él a una de sus citas amorosas y que el encuentro habría de repetirse, mandó ella al día siguiente que le ensillaran un caballo y a primera hora de la tarde partió a buscarlo acompañada de algunos guardias y dos ayas de entre las que le habían puesto al corriente, en parte sólo con las miradas y el gesto de la cara, de las idas y venidas de su señor, y esta vez la llevarían a donde habría de encontrarlo.
A media tarde llegaron al lugar indicado, en un pinar cuyos árboles el mismo rey había mandado sembrar, y entonces la reina mandó al séquito que se detuviera y ella, sola, se encaminó hasta un roquedo que hay entre los pinos y el mar, y allí encontró a la pareja. El rey, asombrado, abrió los ojos de espanto; por su parte, los de la reina dejaron caer unas lágrimas cristalinas que se extendieron por todas las matas del pinar, convertidas como en perlas de un blanco tan blanco que volvieron aquel bosque lugar de maravilla.
Desde ese día, las lágrimas de la reina, convertidas en perlas blancas para que pueda ver ella las infidelidades de su esposo, y agridulces como fueron sus lágrimas entonces, salen en septiembre en el Pinar del Rey, y sobre todo a la orilla del mar.
El Pinar del Rey, obra de los súbditos de Dionisio I, estaba destinado a proteger del viento los cultivos y a constituir una reserva de madera para la construcción de carabelas que en su día podrían servir a Portugal para su expansión ultramarina.
El Pinar del Rey se halla en su mayor parte en el concejo de Marinha Grande, y ocupa unos dos tercios de él.

## Taxonomía
Corema album fue descrita por (L.) D.Don ex Steud. y publicado en Nomenclator Botanicus ed. 2, 1: 419 2: 63. 1840.
Sinonimia
- Corema album subsp. azoricum P.Silva
- Corema azoricum (P.Silva) Rivas Mart. & al.
- Corema febrifugum Boiss. ex Willk. & Lange
- Empetrum album L.	basónimo
- Euleucum album Raf.[4]

## Nombres comunes
- Castellano: brezo de Portugal, brezo rojo, camariña, camariñas, camariñera, camarina, camarinas, caramina, caraminas.[1]